# Dubolka
Přírodní památka Dubolka je vrch se soustavou tří čedičových pahorků nalézajících se v polích v okrese Jičín v Českém ráji, u obcí Ohařice a Drštěkryje, na jejich katastrálních územích. Nejvýznamnější je prostřední pahorek, na kterém žijí teplomilná společenstva vzácných rostlin a hmyzu.

## Geologie

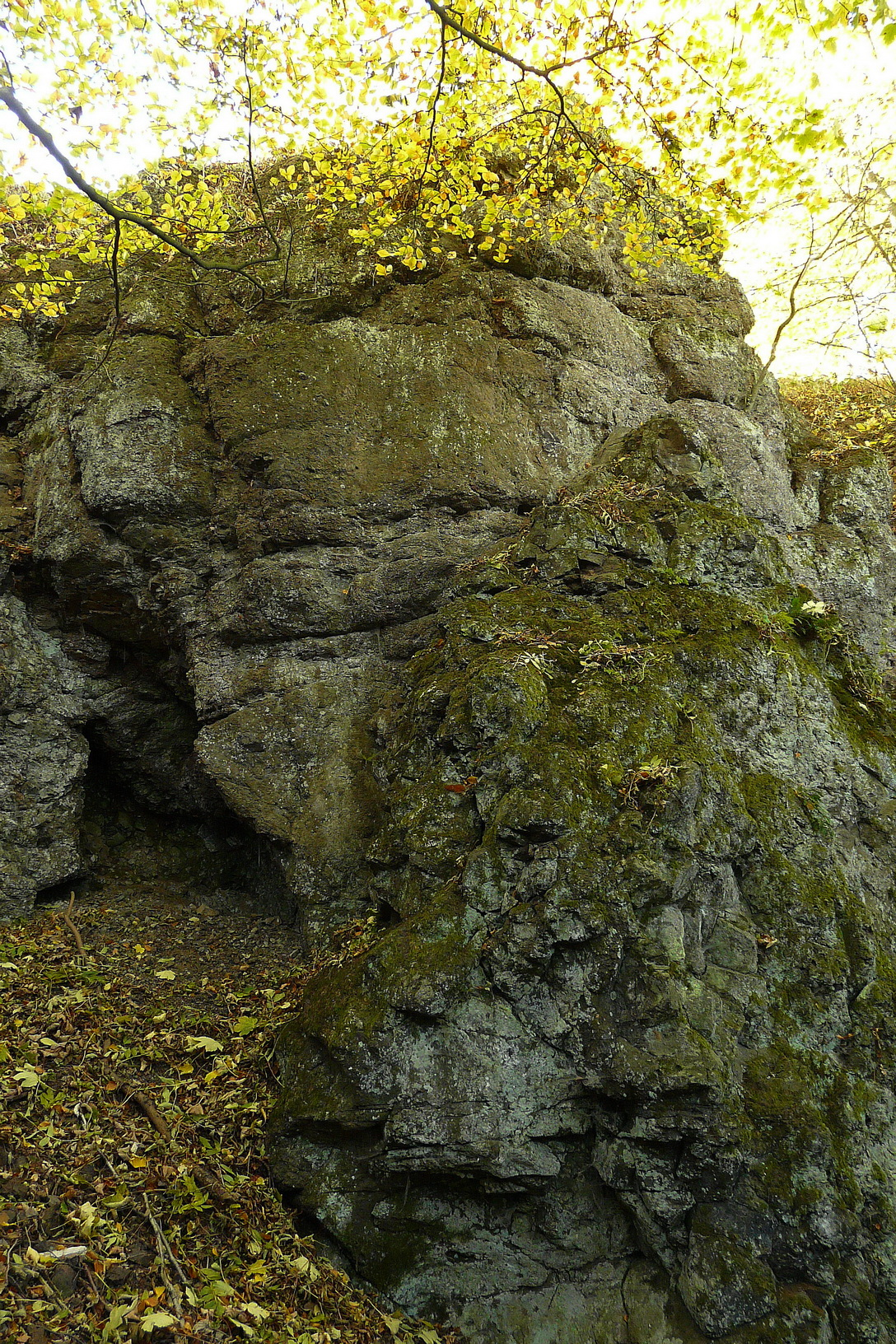
Starý lom čediče na Špičáku

Pahorky jsou relikty struskových kuželů miocenního stáří tvořené čedičem (nefelinický bazanit). Obklopují je jílové pískovce a vápnité jílovce české křídové pánve. Nejvyšší a nejrozsáhlejší je jižní útvar Dubolka (379 m n. m.). Explozivní brekcie přívodní dráhy přechází v nejvyšší partii do povrchových pyroklastik strombolského typu erupce. Kámen se zde dobýval v hlubokém jámovém lomu ještě v prvních desetiletích 20. století. Severně od Dubolky, směrem k silnici, se tyčí dvě méně výrazné vyvýšeniny, pravděpodobně relikty drobnějších, parazitických kuželů, taktéž později odkryty starými lomy. Západní kopec Špičák (366 m n. m.) a bezejmennou východní skalku (350 m n. m.) taktéž tvoří bazaltoidní neovulkanity (limburgit a brekcie). Tyto horniny jsou pokryty rankery s litozeměmi.
V oblasti terciérních vulkanitů mezi Mladou Boleslaví a Jičínem převládají izolované výskyty vulkánů strombolského typu vyskytující se podél zlomů směru V–Z. Pouze vulkány Dubolka, Houser a Svatá Anna jsou spojeny v celek tvořící jednu soustavu přívodních kanálů.

## Geomorfologie
Trojice pahorků Dubolka náleží do celku Jičínská pahorkatina, podcelku Turnovská pahorkatina, okrsku Vyskeřská vrchovina a podokrsku Troskovická vrchovina, konkrétně její Samšinské části.
Z vrchu, zejména z nejvyššího z pahorků, je výhled do značné části krajiny Českého ráje, zejména na Trosky, Prachovskou pahorkatinu a Kozákovský hřbet. Na jižních svazích Dubolky pramení rozsáhlá zdrojnice rybničního potoka Velký Porák protékající podél jižní strany celé skupiny Dubolka, Houser, Svatá Anna.

## Historie území
V kraji pískovcových skal, chudém na jiný dostupný kámen, byly čedičové pahorky vítaným zdrojem stavebního materiálu, zejména pro zpevňování cest. Stejně jako nedaleký vrch Houser, byly i všechny tři pahorky Dubolky těženy. Selská těžba vytvořila jámové lomy, z nichž ten na centrálním pahorku sahá do hloubky až 20 metrů. Tam při selektivním odběru kvalitnější horniny, nacházející se ve formě chaotických vulkanických brekcií, vznikla skalní brána i tunel, umožňující projít lomem od východu k západu. 
Těžba čediče na Dubolce ustala pravděpodobně v dvacátých letech minulého století. Posléze byly pahorky využívány pro zmíněnou pastvu drobného dobytka a pěstování ovocných stromů, zejména třešní. Mnohé z nich ještě v území dožívají, zejména při zaniklé polní cestě od hlavního pahorku k jihu. 
V druhé polovině 20. století byly lomové jámy zaváženy skládkami komunálního odpadu. Na Špičáku ji nalezneme doposud, na hlavním pahorku byla částečně likvidována, naposledy při akci Muzea přírody Českého ráje v roce 2011.
V současnosti slouží území pouze ochraně přírody a jako méně známý turistický cíl nemnoha návštěvníků. 

## Ochrana území
Chráněné území bylo vyhlášeno vyhláškou ONV v Jičíně roku 1990 jako přírodní výtvor, posléze roku 1999 okresním úřadem Jičín jako přírodní památka. Ta je vyhlášena nad všemi třemi kužely. Příslušným orgánem ochrany přírody je Krajský úřad Královéhradeckého kraje, správu nejvyššího a největšího kuželu na základě vlastnictví vykonává Agentura ochrany přírody a krajiny České republiky. 
Předmětem ochrany jsou živé i neživé útvary přírody: tři izolované skalky obklopené polními kulturami, štěrbinová vegetace silikátových skal a drolin a širokolisté suché trávníky. Vlivem poškozujících zásahů a absence péče v nedávné době docházelo k úbytku ploch sledovaných cílových hodnot území.

### Péče o území
Hlavní dlouhodobě prováděnou činností na všech třech pahorcích je seč trávníků s hrabáním travní hmoty. Díky tomu dochází k zastavení samovolného zarůstání dřevinami, návratu rostlinných druhů a na ně vázaných druhů živočichů. Díky vynaložené péči a množství vynaložených státních finančních prostředků je očekáváno zvrácení negativního trendu úbytku ploch cílových společenstev a jejich pozvolné rozšiřování.

#### Seč trávníků
Seč ve sklonitém a nerovném terénu, na svazích a mezi kmeny dřevin probíhá zejména křovinořezy. Následuje pečlivé vyhrabání  hráběmi a likvidaci hmoty při úpatí svahů. Pravidelná seč, aplikovaná alespoň 2x ročně, dostatečně simuluje dřívější spásání území ovcemi a kozami. Odklízení rostlinné hmoty zabraňuje dnes běžné a poškozující eutrofizaci luk a tím utváří životní prostor konkurenčně slabším organismům, vázaným na nižší, méně zapojený a sušší porost. Seč také omezuje další šíření ruderálních a invazních druhů.  Porost každoročně řídne, jeho výška se snižuje a objevují se nové, zejména květnaté druhy bylin.

#### Likvidace náletových dřevin
Důležitou činností pro ochranu a rozšíření plochy cílových společenstev širokolistých suchých trávníků a štěrbinové vegetace skal je likvidace náletových dřevin, které v současnosti pokrývají přes polovinu území. Ještě kolem roku 1960 bylo podle dostupných leteckých snímků území kompletně bez stromů a keřů (s výjimkou třešní u polní cesty), ale vlivem kolektivizace zemědělství a navázaným zánikem pastvy došlo k postupnému zarůstání ve směru od vnitřku lomů po okraje pahorků. Zastínění způsobené rozrůstajícími se korunami stromů vytlačilo cenná bylinná společenstva i jejich obyvatele. Celý proces byl urychlen neuváženými zalesňovacími snahami, při kterých byl hlavní kužel osázen jírovcem maďalem, borovicí lesní, smrkem ztepilým, bukem lesním aj. 
Snahou ochrany území je snížit plochy dřevin na 25% a docílení tak podoby "sadového" porostu, kde jsou dostatečné rozestupy mezi stromy a keři, dovolující dostatečné oslunění bylinného podrostu. 
Kácení probíhá ručně motorovou pilou s uvážlivým užitím herbicidu pro zamezení obrůstání pařezů a z kořenů. 

#### Likvidace invazních rostlin
Významným ohrožením cílových společenstev území jsou invazní rostliny nebo rostliny s invazním potenciálem. Zejména hlavní pahorek je plošně osídlený lupinou mnoholistou, zavlečenou pravděpodobně cíleně při zalesňovacích snahách za dob minulého režimu. Obvyklá praxe sázela na její schopnost dodávat vzdušný dusík do půdy a tím podporovat okolní sazenice. 
Neobyčejně životaschopná rostlina původem ze Severní Ameriky svými vysokými a hustými trsy umí vytlačovat konkurenčně méně schopné původní druhy. Originálně vlhkomilná rostlina si v déle nesečených porostech vytvořila zásobu semen v půdě a nyní se úspěšně vyskytuje od paty svahů až po samé vršky. 
Omezení této vytrvalé rostliny probíhá pravidelnou sečí a odstraňováním květenství, likvidace se však neobejde bez pracného zacíleného postřiku herbicidem. 
Neméně problematickou rostlinou působící významné škody v území je pámelník bílý.  Až 2 metry vysoký keř, původem ze Severní Ameriky, oplývá schopností tvorby neprostupných porostů a schopností značné kořenové výmladnosti. Proto ani pravidelná seč nepřináší kýžené výsledky a způsob jeho likvidace v území není dosud metodicky vyřešen.
Přílišné plochy porůstá také vratič obecný, rostlina obvykle obsazující železniční náspy, rumiště a výsypky, kterému vyhovovaly roky bez údržby, během kterých se úspěšně namnožil napříč celým územím. 

### Fauna
Svahy kuželů, pokryté udržovanými trávníky s částečným zákrytem dřevin, jsou předurčené výskytu živočichů, kteří v okolní, poměrně intenzivně využívané zemědělské krajině, těžko hledají útočiště. V území je pravidelně pozorován ťuhýk obecný, strnad obecný, nebo žluna zelená. Svahy s jižní expozicí vyhovují ještěrce obecné a slepýši křehkému. Travní porosty s výskytem kvetoucích bylin a keřů růže šípkové přitahují rozličný hmyz: okáče bojínkového, vřetenušku obecnou nebo různé druhy samotářských včel. Ve stinných a vlhčích partiích mezi stěnami centrálních lomů lze potkat ropuchu obecnou nebo skokana hnědého. 

### Flora
Bylinné patro je vlivem dlouhodobě zanedbané péče tvořeno rumištními a nitrofilními druhy v čele s vratičem obecným, ovsíkem vyvýšeným a kopřivou dvoudomou, ale i druhy žádanými, vzácnějšími, nebo i chráněnými. Jmenujme černýš rolní, prvosenku jarní,  kokrhel luštinec, pupavu bezlodyžnou, hvozdík kropenatý, nebo pro vývoj motýlů důležitou mateřídoušku vejčitou a hojně rozšířený pryšec chvojka. 
Stinné partie k severu orientovaných skalních srázů porůstá osladič obecný se sleziníkem.
Stromové patro je tvořeno zejména třešní ptačí, dubem zimním, jilmem habrolistým, slivoní mirabelkou, javorem mléčem aj. Z keřů nalezneme nejčastěji růži šípkovou a bez černý.

## Přístup
Nejrychlejším přístupem je dojet automobilem po silnici Mladá Boleslav–Jičín do obce Drštěkryje a odtamtud pokračovat pěšky polní cestou k jihu k jednotlivým pahorkům.

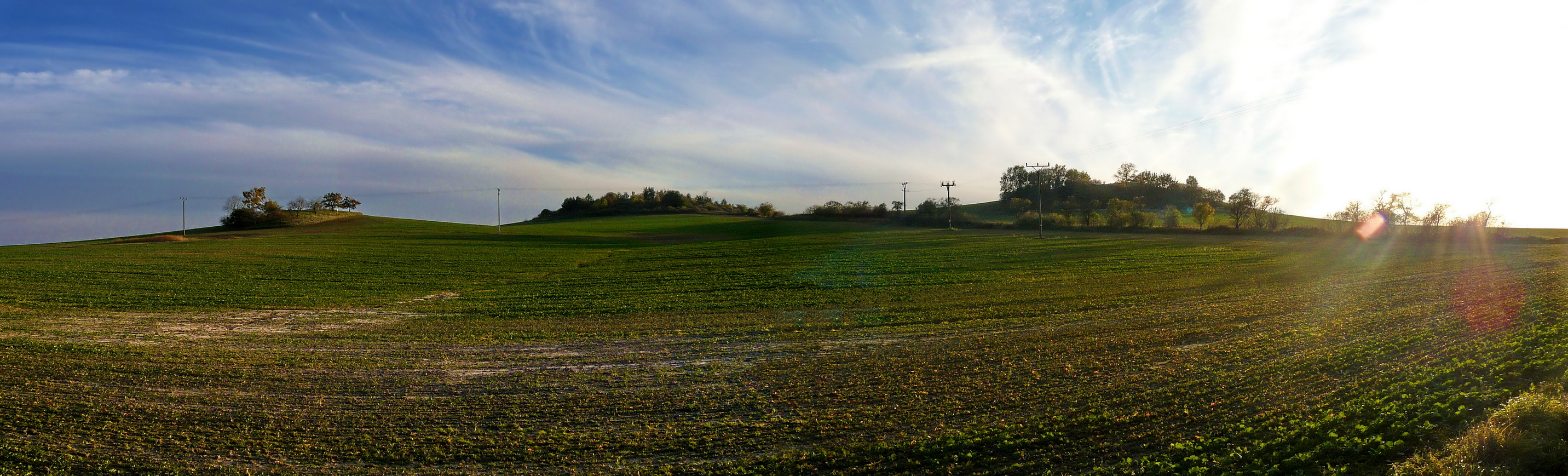
Skupina vyvřelin Dubolka – zleva: Malá Dubolka, Dubolka, Špičák